# 哈遠儀
哈遠儀（1979年5月29日—），國立臺灣大學新聞研究所畢業，曾任中天新聞台記者、主播、新聞編譯。現任中視主頻、中視新聞台《中視新聞全球報導》當家主播、《庶民大頭家》主持人。
2012年1月23日，哈遠儀接替播報《中視新聞全球報導》22年的沈春華，成為《中視新聞全球報導》主播。2013年1月22日，中視新聞重開新聞談話節目《挑戰面對面 唱旺新台灣》，哈遠儀接替沈春華成為主持人。

## 學歷
- 臺北市立中山女子高級中學
- 國立臺灣大學經濟學系（2002年）
- 國立臺灣大學新聞研究所（2007年）

## 瑣事
- 哈姓是回族大姓，俗有“十回九马，剩下一个就是哈”之说，作姓氏時讀注音符號第三聲。
- 家族有回族血統，但其本人并非穆斯林，本人也於Facebook粉絲專頁澄清信仰宗教並非伊斯蘭教。[4]
- 臺灣大學原先考取農業推廣學系，後來轉入經濟學系。
- 曾於2009年參加中視無線台《挑戰101》第一集，淘汰100人。
- 2013年5月19日，與相識超過10年、交往一年多的台大經濟學系學長結婚[5]。
- 2013年3月30日，參加中視《超級歌喉讚》第一集，挑戰歌手蕭煌奇失敗。
- 2013年6月15日，擔任中華職棒義大犀牛與Lamigo桃猿在桃園國際棒球場之戰的開球嘉賓，是Lamigo桃猿「主播開球第二彈」獲邀者，是繼年代新聞台氣象主播黃鈺文後第二位來Lamigo桃猿開球的主播[6]。
- 大學三年級時參加鄧麗君音樂劇大賽獲得台灣區第二名，有「主播界小鄧麗君」封號。曾在中天新聞2011年除夕特別節目《中天K歌坊》、中視2008年除夕特別節目《星光閃耀賀新春》、中視《超級歌喉讚》演唱鄧麗君歌曲。
- 曾擔任公視《誰來晚餐》第6季第33集【廣播電視主持人的幕後人生】之特別來賓。
- 2021六月於好心肝診所違規施打疫苗 （页面存档备份，存于）

## 曾主持或主播的節目
| 時間                                           | 頻道                        | 節目                                          | 備註                                                             |
|                                                | 中天新聞台                  | 《飆富大中華》                                | 主持人                                                           |
|                                                | 中天新聞台                  | 《台灣大明星》                                | 主持人                                                           |
| 2011年2月2日                                   | 中天新聞台                  | 2011年除夕特別節目《中天K歌坊》               | 主持人                                                           |
| 2012年1月14日                                  | 中視、中視新聞台            | 2012總統大選 開票看中視                       | 主持人（與沈春華主持）                                           |
| 2012年1月23日至今～                            | 中視、中視新聞台            | 《中視新聞全球報導》                          | 當家主播                                                         |
| 2012年2月18日                                  | 中視                        | 《飛上彩虹 鳳飛飛懷念特輯》                   | 主持人                                                           |
| 2012年10月4日                                  | 中視                        | 925臺灣保釣行動特別報導節目《保釣護漁全紀錄》 | 主持人                                                           |
| 2013年1月22日~2014年5月29日                    | 中視                        | 《挑戰面對面 唱旺新台灣》                     | 主持人                                                           |
| 2014年8月22日-2024年12月8日                    | 中視                        | 《改變的起點》                                | 主持人（初期與林之晨搭檔主持，後單獨主持，已接棒給王義仲主持。） |
| 2014年11月29日                                 | 中視、中視新聞台            | 決戰2014最權威 開票看中視                     | 主持人                                                           |
| 2013年～2015年11月28日                         | 中視新聞台                  | 《兩岸新新聞》                                | 主持人                                                           |
| 2015年9月14日～9月17日、2015年9月21日～9月24日 | 中視                        | 第50屆金鐘獎特別節目《金鐘五十．響》          | 主持人                                                           |
| 2016年1月14日                                  | 中視、中視新聞台            | 2016總統大選 開票看中視                       | 主持人                                                           |
| 2016年11月9日                                  | 中視新聞台                  | 2016美國新總統誕生特別報導                    | 主持人（與鍾季容主持）                                           |
| 2016年11月9日                                  | 中視新聞台                  | 2016美國新總統誕生全球政經趨勢大解析特別報導  | 主持人（與鍾季容主持）                                           |
| 2017年5月15日                                  | 中視、中視新聞台            | 《一代巨星豬哥亮—懷念特輯》                   | 主持人                                                           |
| 2018年11月24日                                 | 中視、中視新聞台            | 決戰2018最權威 開票中視                       | 主持人（與戴立綱主持）                                           |
| 2019年6月17日～2020年6月30日                   | 中視、中視新聞台→中視新聞台 | 《決戰2020庶民大頭家》→ 《2020庶民大頭家》    | 主持人                                                           |
| 2020年10月19日-至今                            | 中視新聞台                  | 《2020 庶民大頭家》→ 《庶民大頭家》           | 主持人                                                           |
| 2020年1月11日                                  | 中視、中視新聞台            | 決戰2020 開票看中視                           | 主持人（與梅聖旻主持）                                           |
| 2020年11月4日                                  | 中視、中視新聞台            | 2020白宮新主人世紀開票看中視                  | 主持人（與鍾季容主持）                                           |
| 2022年11月26日                                 | 中視、中視新聞台            | 九合一爭霸 開票中視                           | 主持人（與戴立綱主持）                                           |
| 2024年1月13日                                  | 中視、中視新聞台            | 2024總統爭霸 開票看中視                       | 主持人（與戴立綱主持）                                           |
| 2024年8月9日-2024年8月30日                     | 中視新聞台                  | 科技新視界                                    | 主持人                                                           |
| 2025年7月26日                                  | 中視新聞台                  | 726罷免大對決 開票看中視（1600）              | 主持人                                                           |

## 與其他名人的親戚關係
- 廣播主持人黎明柔爲其表姊。
- 藝人哈孝遠為其堂弟。

## 外部連結
- 中視全球資訊網 主播 | 哈遠儀Angela（页面存档备份，存于） - 官方主播介紹
- 哈遠儀的Facebook專頁